# نغيرولمود

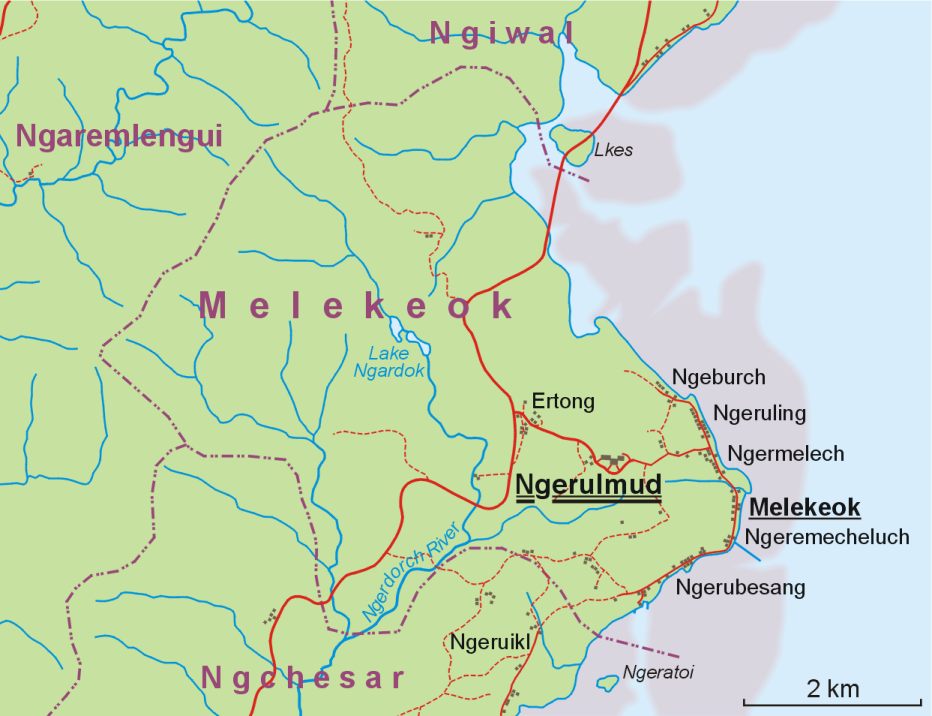
موقع نغيرولمود في ولاية مليكيوك

نغيرولمود هي مدينة ومقر حكومة جمهورية بالاو، وهي دولة جزرية في المحيط الهادئ. وضعت هذه المدينة كعاصمة للبلاد بدلا من مدينة كورور، أكبر مدينة في بالاو، وذلك في عام 2006. تقع المستوطنة في ولاية ميلكيوك على بابلداوب أكبر جزيرة في البلاد، وتبعد 20 كيلومتر (12 ميل) إلى الشمال الشرقي من مدينة كورور و2 كيلومتر (1 ميل) إلى الشمال الغربي من مدينة ميلكيوك. يبلغ عدد سكانها 391 نسمة، وهي الأقل من حيث عدد السكان بين عواصم الدول ذات السيادة.

## التاريخ
كانت عاصمة بالاو السابقة تقع مؤقتا في كورور. وفي دستور البلاد الذي تم التصديق عليه في عام 1979، قام مؤتمر بالاو الوطني بوضع خطة لوضع العاصمة الدائمة في بابلداوب في غضون عشر سنوات من تاريخ الدستور. بدأ التخطيط للعاصمة الجديدة في عام 1986 عندما تم عهد لبناء مجمع الكابيتول إلى شركة هندسة معمارية يقع مقرها في هاواي، وهي شركة هاواي للمهندسين المحدودة. Architects Hawaii Ltd، والتي سبق لها أن صممت مبنى الكابيتول المعقد الخاص بولايات ميكرونيسيا المتحدة، والذي بقع في باليكير. كان التقدم بطيئا، إذ أن بالاو تفتقر للمهندسين المعماريين، ومعظم مواد البناء تم استيرادها.
لم يتقدم العمل أكثر حتى بدايات عقد 2000، عندما حصلت بالاو على قرض قيمته عشرين مليون دولار من تايوان كجزء من الجهود الرامية لتعزيز العلاقات بين البلدين ونيل الاعتراف الدبلوماسي من بالاو بدولة تايوان. احتوت العاصمة على مبان منفصلة للهيئة تشريعية للبلاد Olbiil era Kelulau، القضائية والتنفيذية متصلة عبر ساحة مركزية، وتكلفت أكثر من 45 مليون دولار وافتتحت رسميا في 7 أكتوبر 2006، وحضر الافتتاح أكثر من 5,000 شخص. انتقل مسؤولو الحكومة من كورور إلى نغيرولمود بعد ذلك بوقت قصير.
ذكر مقال في صحيفة وول ستريت جورنال عام 2003 أن مبنى الكابيتول لم يكن «ملائما للمناخ المحلي»، وقد تسبب بتراكم الديون على بالاو، كما تسبب خطأ في نظام التهوية مؤخرا بإصابة البناء بالعفن. تم إغلاق مكتب بريد نغيرولمود في أبريل 2013 بشكل دائم كجزء من تدابير لخفض التكاليف التي نفذها رئيس هيئة البريد تومي سينساك. وقد تم تأسيس المكتب في ديسمبر 2011 بعد قرار من الهيئة التشريعية، وهو أحد مكتبي بريد فقط في البلاد (الآخر في كورور). تجاوزت النفقات 30,000 دولار أمريكي خلال الستة عشر شهرا التي عمل فيها المكتب، في حين أن الإيرادات التي أتت أساسا من الطوابع كانت أقل من 2000 دولار. نغيرولمود هي المستوطنة الوخيدة في بالاو التي تملك رمز بريدي خاص بها (96939)، حيث تستخدم بقية البلاد رمز 96940 – تقوم حدمة بريد الولايات المتحدة بالتعامل مع بالاو كجزء من اتفاق الارتباط الحر مع الولايات المتحدة.
في يوليو 2014، استضافت نغيرولمود الافتتاح الرسمي للمنتدى الخامس والأربعين لجزر المحيط الهادئ. ومع ذلك، فإن غالبية الأحداث في المنتدى عقدت في كورور، وتمت استضافة الزعماء في ولاية بيليليو. في فبراير 2016، استضافت نغيرولمود قمة رؤساء ميكرونيزيا السادسة عشرة والتي حضرها رؤساء بالاو وجزر مارشال واتحاد ميكرونيزيا.

## معرض الصور
- المبنى التنفيذيالمبنى التنفيذي
- المبنى القضائيالمبنى القضائي
- المبنى التشريعيالمبنى التشريعي
- التفاصيل الهندسية، ويظهر المحيط الهادئ في الخلفيةالتفاصيل الهندسية، ويظهر المحيط الهادئ في الخلفية